# José Pedro Panto
José Pedro Panto (Valverde del Fresno, 1778 — San Diego, Califórnia, 30 de junho de 1812) foi um religioso espanhol, que foi missionário franciscano na América. Ele foi assassinado por envenenamento.